# Седрік Сі Мохамед
Седрік Сі Мохамед (фр. Cédric Si Mohamed, араб. سدریک سی محمد, нар. 9 січня 1985, Роанн) — французький та алжирський футболіст, воротар клубу «Константіна» та національної збірної Алжиру.

## Клубна кар'єра
У дорослому футболі дебютував 2006 року виступами за команду клубу четвертого французького дивізіону «Ізер», в якій провів один сезон. Протягом наступних трьох років пограв ще в трьох аматорських футбольних клубах — «Юра Сюд Футбол», «Весуль» та «Монсо Бургонь».
2009 року продовжив футбольну кар'єру на батьківщині батька — в Алжирі, де став гравцем команди місцевого вищого дивізіону «ЖСМ Беджая».
До складу іншого алжирського клубу, «Константіни», приєднався 2013 року.

## Виступи за збірну
26 травня 2012 року дебютував в офіційних матчах у складі національної збірної Алжиру, відстоявши «на нуль» у товариській грі проти збірної Нігеру.
У складі збірної був учасником Кубка африканських націй 2013 року у ПАР, де жодного разу на поле не вийшов.
| Дата      | Місто | Господарі | Результат | Гості | Турнір           | Голи | Примітки |
| --------- | ----- | --------- | --------- | ----- | ---------------- | ---- | -------- |
| 26-5-2013 | Бліда | Алжир     | 3 – 0     | Нігер | товариський матч | -    |          |
| Усього    |       | Матчів    | 1         |       | Голів            | 0    |          |